# 第76届黄金时段艾美奖
第76屆黃金時段艾美獎（英語：76th Primetime Emmy Awards）将表彰从2023年6月1日到2024年5月31日期间，由電視藝術及科學學院评选出的美国黄金时段电视节目中的最佳作品。颁奖典礼于2024年9月15日举行，并将在美国广播公司进行直播。第76届黄金时段创意艾美奖计划于9月7日和8日举行。提名名单于2024年7月17日公布。
这将是2024年举行的第二次黄金时段艾美奖颁奖典礼；由于2023年好莱坞劳资纠纷，原定于2023年9月的第75届颁奖典礼推迟到2024年1月15日举行。颁奖典礼将由杰西·科林斯娱乐公司制作。

## 入围名单

### 劇集類
| 最佳喜劇類影集獎 - 《天后與草莓》 (Max) - 《小学风云》 (ABC) - 《大熊餐廳》 (FX) - 《人生如戲》 (HBO) - 《破案三人行》 (Hulu) - 《皇家棕榈》 (Apple TV+) - 《救贖犬》 (FX) - 《吸血鬼生活》 (FX)                      | 最佳劇情類影集獎 - 《幕府將軍》 (FX) - 《王冠》 (Netflix) - 《異塵餘生》 (Prime Video) - 《鍍金年代》 (HBO) - 《晨間直播秀》 (Apple TV+) - 《史密斯夫妇》 (Prime Video) - 《外放特務組》 (Apple TV+) - 《三体》 (Netflix) |
| 最佳有限劇集 - 《馴鹿寶貝》 (Netflix) - 《冰血暴》 (FX) - 《化学课》 (Apple TV+) - 《雷普利》 (Netflix) - 《真探第四季》 (HBO)                                                                                        | 最佳實境競賽節目 - 《背叛者》 (孔雀) - 《极速前进美国版》 (CBS) - 《魯保羅變裝皇后秀》 (音樂電視網) - 《頂尖主廚大對決》 (美國精彩電視台) - 《美國之聲》 (NBC)                                                            |
| 最佳綜藝脫口秀 - 《每日秀》 (喜劇中心) - 《吉米·坎摩尔直播秀》 (ABC) - 《塞斯·梅耶斯深夜秀》 (NBC) - 《斯蒂芬·科拜尔晚间秀》 (CBS)                                                                                    | 最佳综艺小品系列 - 《約翰·奧利佛之昔日新聞報報》 (HBO) - 《週六夜現場》 (NBC) |
| 最佳特别综艺（直播） - 《第96屆奧斯卡金像獎》 (ABC) - 《亚瑟小子领衔的Apple Music第五十八届超级碗中场秀》 (CBS) - 《第66屆葛萊美獎》 (CBS) - 《最伟大的吐槽大会：汤姆·布雷迪》 (Netflix) - 《第76届年度托尼奖》 (CBS) | |

### 表演類

#### 主角
| 最佳喜劇類影集男主角 - 傑瑞米·艾倫·懷特 – 《大熊餐廳》 (FX) - 麥特·貝里 – 《吸血鬼生活》 (FX) - 拉里·大衛 – 《人生如戲》 (HBO) - 史提夫·馬丁 – 《破案三人行》 (Hulu) - 馬丁·肖特 – 《公寓大楼里的谋杀案》 (Hulu) - 德德哈罗·伍恩-阿乙-太任 – 《救贖犬》 (FX)                 | 最佳喜劇類影集女主角 - 珍·斯马特 – 《天后與草莓》 (Max) - 昆塔·布倫森 – 《小学风云》 (ABC) - 阿尤·艾德維利 – 《大熊餐廳》 (FX) - 赛琳娜·戈麦斯 – 《破案三人行》 (Hulu) - 玛雅·鲁道夫 – 《錢錢錢錢》 (Apple TV+) - 克莉絲汀·薇格 – 《皇家棕榈》 (Apple TV+)       |
| 最佳劇情類影集男主角 - 真田廣之 – 《幕府將軍》 (FX) - 伊德瑞斯·艾尔巴 – 《劫機七小時》 (Apple TV+) - 唐納·葛洛佛 – 《史密斯夫妇》 (Prime Video) - 華頓·哥金斯 – 《異塵餘生》 (Prime Video) - 加里·奧德曼 – 《外放特務組》 (Apple TV+) - 多米尼克·韦斯特 – 《王冠》 (Netflix) | 最佳劇情類影集女主角 - 澤井杏奈 – 《幕府將軍》 (FX) - 詹妮弗·安妮斯顿 – 《晨間直播秀》 (Apple TV+) - 凱莉·庫恩 – 《鍍金年代》 (HBO) - 瑪雅·厄斯金 – 《史密斯夫妇》 (Prime Video) - 伊美黛·史道頓 – 《王冠》 (Netflix) - 麗絲·韋花絲潘 – 《早间新闻》 (Apple TV+) |
| 最佳有限劇集或電視電影男主角 - 理查·蓋德 – 《馴鹿寶貝》 (Netflix) - 马修·波莫 – 《同路人》 (Showtime電視網) - 喬·漢姆 – 《冰血暴》 (FX) - 湯姆·荷蘭德 – 《宿敌第二季》 (FX) - 安德鲁·斯科特 – 《雷普利》 (Netflix)                                                           | 最佳有限劇集或電視電影女主角 - 茱迪·科士打 – 《真探第四季》 (HBO) - 布丽·拉尔森 – 《化学课》 (Apple TV+) - 朱诺·谭波儿 – 《冰血暴》 (FX) - 索菲娅·维加拉 – 《可卡因教母格丽塞尔达》 (Netflix) - 娜奥米·沃茨 – 《宿敌第二季》 (FX)                                |

#### 配角
| 最佳喜劇類影集男配角 - 艾邦·摩斯-貝克許 – 《熊家餐馆》 (FX) - 莱昂内尔·博伊斯 – 《大熊餐廳》 (FX) - 保羅·W·唐斯 – 《天后與草莓》 (Max) - 保羅·路德 – 《破案三人行》 (Hulu) - 泰勒·詹姆斯·威廉斯 – 《小学风云》 (ABC) - 杨伯文 – 《週六夜現場》 (NBC)                                                     | 最佳喜劇類影集女配角 - 丽莎·科伦-萨亚斯 – 《大熊餐廳》 (FX) - 卡萝尔·伯内特 – 《皇家棕榈》 (Apple TV+) - 漢娜·愛賓德 – 《天后與草莓》 (Max) - 贾内尔·詹姆斯 – 《小学风云》 (ABC) - 雪莉·李·拉爾夫 – 《小学风云》 (ABC) - 梅麗·史翠普 – 《破案三人行》 (Hulu)                                                |
| 最佳劇情類影集男配角 - 比利·克鲁德普 – 《晨間直播秀》 (Apple TV+) - 淺野忠信 – 《幕府將軍》 (FX) - 馬克·杜普拉斯 – 《早间新闻》 (Apple TV+) - 喬·漢姆 – 《早间新闻》 (Apple TV+) - 平岳大 – 《幕府将军》 (FX) - 傑克·洛登 – 《外放特務組》 (Apple TV+) - 尊尼芬·帕斯 – 《王冠》 (Netflix)                | 最佳劇情類影集女配角 - 伊莉莎白·戴比基 – 《王冠》 (Netflix) - 克莉絲汀·巴倫絲基 – 《鍍金年代》 (HBO) - 妮可·貝哈瑞 – 《晨間直播秀》 (Apple TV+) - 莱斯莉·曼维尔 – 《王冠》 (Netflix) - 葛莉塔·李 – 《早间新闻》 (Apple TV+) - 凱倫·皮特曼 – 《早间新闻》 (Apple TV+) - 霍兰·泰勒 – 《早间新闻》 (Apple TV+) |
| 最佳有限劇集或電視電影男配角 - 雷默恩·莫里斯 – 《冰血暴》 (FX) - 喬納森·拜利 – 《同路人》 (Showtime) - 小勞勃·道尼 – 《同情者》 (HBO) - 汤姆·古德曼-希尔 – 《馴鹿寶貝》 (Netflix) - 约翰·霍克斯 – 《真探第四季》 (HBO) - 路易斯·普曼 – 《化学课》 (Apple TV+) - 崔特·威廉斯 – 《宿敌第二季》 (FX) (逝世) | 最佳有限劇集或電視電影女配角 - 杰西卡·古宁 – 《馴鹿寶貝》 (Netflix) - 達科塔·芬妮 – 《雷普利》 (Netflix) - 莉莉·格萊斯頓 – 《橋下殺人事件》 (Hulu) - 雅佳·娜歐蜜·金 – 《化学课》 (Apple TV+) - 黛安·蓮恩 – 《宿敌第二季》 (FX) - 娜瓦·茂烏 – 《馴鹿寶貝》 (Netflix) - 卡莉·瑞斯 – 《真探第四季》 (HBO)      |

## 国际电视转播
- 马来西亚——2024年9月16日，星期一，08:00 - 11:00 (GMT+8:00)Astro HITS Now同步直播。
- 香港——2024年9月16日，星期一，早上8點（香港時間／UTC+8）ViuTVsix直播。[5]
2024年9月21日，星期六，晚上8點半（香港時間／UTC+8）ViuTVsix重播，提供中文字幕。[6]

## 外部連結
- 美國電視藝術和科學學院官方网站 （页面存档备份，存于）